# Czechosłowacja na Zimowych Igrzyskach Olimpijskich 1928
Czechosłowację na Zimowych Igrzyskach Olimpijskich 1928 reprezentowało 25 zawodników, 24 mężczyzn i 1 kobieta.

## Zdobyte medale
| Medal | Zawodnik       | Dyscyplina        | Konkurencja                     | Rezultat   |
| ----- | -------------- | ----------------- | ------------------------------- | ---------- |
| Brąz  | Rudolf Burkert | Skoki narciarskie | Indywidualnie skocznia normalna | 17,937 pkt |

## Skład kadry

### Biegi narciarskie
Mężczyźni
| Konkurencja   | Zawodnik        | czas               | Pozycja            |
| ------------- | --------------- | ------------------ | ------------------ |
| Bieg na 18 km | Franz Donth     | 1:47:14,0          | 11.                |
| Bieg na 18 km | Vladimír Novák  | 1:47:53,0          | 12.                |
| Bieg na 18 km | Otakar Německý  | 1:51:20,0          | 16.                |
| Bieg na 50 km | Josef Německý   | 5:35:46,0          | 11.                |
| Bieg na 50 km | Franz Donth     | 5:37:36,0          | 14.                |
| Bieg na 50 km | Václav Fišera   | 5:42:55,0          | 18.                |
| Bieg na 50 km | Josef Feistauer | Nie ukończył biegu | Nie ukończył biegu |

### Hokej na lodzie
Reprezentacja mężczyzn
| - Jan Peka - Jaroslav Pušbauer - Bohumil Steigenhöfer - Josef Šroubek - Wolfgang Dorasil |  | - Karel Hromádka - Jan Krásl - Johann Lichnowski - Josef Maleček - Jiří Tožička |

Reprezentacja Czechosłowacji brała udział w rozgrywkach grupy B turnieju olimpijskiego zajmując w niej drugie miejsce, nie awansując do dalszych gier.

#### Runda pierwsza
Grupa B
| Drużyna        | M | Mecze | Mecze | Mecze | Bramki | Bramki | Bramki | Pkt |
| Drużyna        | M | W     | R     | P     | +      | -      | +/-    | Pkt |
| -------------- | - | ----- | ----- | ----- | ------ | ------ | ------ | --- |
| Szwecja        | 2 | 1     | 1     | 0     | 5      | 2      | +3     | 3   |
| Czechosłowacja | 2 | 1     | 0     | 1     | 3      | 5      | -2     | 2   |
| Polska         | 2 | 0     | 1     | 1     | 4      | 5      | -1     | 1   |

Wyniki
| 11 lutego 1928 | Szwecja | 3:0 | Czechosłowacja |  |

|  |  | (1:0, 1:0, 1:0) |  | Sędzia główny: Fisher |

| 13 lutego 1928 | Czechosłowacja | 3:2 | Polska |  |

|  |  | (1:1, 1:1, 1:0) |  | Sędzia główny: Minder |

### Kombinacja norweska
Mężczyźni
| Zawodnik          | Konkurencja   | Bieg narciarski    | Bieg narciarski    | Skoki narciarskie | Skoki narciarskie | Skoki narciarskie | Łącznie | Pozycja                  |                          |
| Zawodnik          | Konkurencja   | Czas biegu         | Punkty             | Skok 1            | Skok 2            | Punkty            | Łącznie | Pozycja                  |                          |
| ----------------- | ------------- | ------------------ | ------------------ | ----------------- | ----------------- | ----------------- | ------- | ------------------------ | ------------------------ |
| Otakar Německý    | Indywidualnie | 1:50:20,0          | 13,375             | 40,0              | 48,5              | 12,616            | 12,990  | 9.                       |                          |
| Rudolf Burkert    | Indywidualnie | 2:04:24,0          | 6,375              | 61,0              | 62,5              | 18,833            | 12,604  | 12.                      |                          |
| Walter Buchberger | Indywidualnie | 2:02:36,0          | 7,250              | 49,5              | 50,5              | 14,562            | 10,906  | 18.                      |                          |
| Franz Wende       | Indywidualnie | Nie ukończył biegu | Nie ukończył biegu | -                 | -                 | -                 | -       | Nie ukończył konkurencji | Nie ukończył konkurencji |

### Łyżwiarstwo figurowe
| Zawodnik                     | Konkurencja   | Nota    | Pozycja |
| ---------------------------- | ------------- | ------- | ------- |
| Josef Slíva                  | Soliści       | 1469,00 | 5.      |
| Libuše Veselá Vojtěch Veselý | Pary sportowe | 60,00   | 12.     |

### Skoki narciarskie
Mężczyźni
| Zawodnik       | Skok 1 | Skok 2 | Nota   | Pozycja |
| -------------- | ------ | ------ | ------ | ------- |
| Rudolf Burkert | 57,0   | 59,5   | 17,937 | brąz    |
| Willy Möhwald  | 46,0   | 59,0   | 15,500 | 15.     |
| Josef Bím      | 49,5   | 51,0   | 14,728 | 20.     |
| Karl Wondrak   | 48,5   | 49,0   | 14,478 | 21.     |